# Смеляков Микола Миколайович
Микола Миколайович Смеляков (14 квітня 1911, місто Спаськ-Рязанський Рязанської губернії, тепер Рязанської області, Російська Федерація — 1 квітня 1995, місто Москва, Російська Федерація) — радянський діяч, міністр машинобудування СРСР, 1-й секретар Горьковського обласного комітету КПРС. Депутат Верховної Ради СРСР 5-го скликання.

## Життєпис
Народився в родині службовця.
У червні 1929 — травні 1930 року — вчитель дитячого будинку імені ІІІ Інтернаціоналу села Стара Рязань Московської області.
У 1930 — липні 1934 року — студент Московського інституту сільськогосподарського машинобудування імені Калініна, здобув спеціальність інженера-ливарника.
З липня до грудня 1934 року працював технологом Коломенського паровозобудівного заводу імені Куйбишева Московської області.
У грудні 1934 — листопаді 1935 року — в Червоній армії: курсант військової частини № 2912 у місті Читі.
У листопаді 1935 — квітні 1937 року — технолог, майстер, старший майстер, у квітні 1937 — червні 1938 року — начальник першого відділення, в червні 1938 — вересні 1939 року — заступник начальника ливарного цеху Коломенського паровозобудівного заводу імені Куйбишева Московської області.
Член ВКП(б) з травня 1939 року.
У вересні 1939 — жовтні 1940 року — в Червоній армії: командир танкового взводу, командир танкової роти, начальник бойового постачання 97-го окремого танкового батальйону 39-ї легкої танкової бригади, учасник радянсько-фінської війни.
У жовтні 1940 — 1941 року — начальник ливарного цеху, в 1941—1942 роках — заступник головного металурга Коломенського паровозобудівного заводу імені Куйбишева Московської області.
У червні 1941 року був направлений у відрядження до Німеччини приймати закуплені у фірми MAN дизельні двигуни. Щойно прибув до Берліна, почалася німецько-радянська війна. Смеляков був заарештований і ув'язнений, як і всі громадяни СРСР, які перебували в Німеччині. Через Червоний Хрест було організовано обмін німецьких громадян на радянських, і в серпні 1941 року Смеляков повернувся до СРСР.
У 1942 році — заступник головного металурга заводу № 38 Народного комісаріату танкової промисловості СРСР у місті Кірові.
У червні 1942 — березні 1943 року — заступник головного металурга, в березні 1943 — жовтні 1945 року — начальник ливарного цеху, в жовтні 1945 — грудні 1950 року — головний металург заводу «Красное Сормово» міста Горького.
У грудні 1950 — грудні 1955 року — директор заводу «Красное Сормово» міста Горького.
У грудні 1955 — січні 1956 року — 1-й секретар Горьковського міського комітету КПРС.
21 січня 1956 — 10 травня 1957 року — міністр машинобудування СРСР.
29 травня — грудень 1957 року — голова Ради народного господарства Горьковського економічного адміністративного району.
23 грудня 1957 — 23 серпня 1958 року — 1-й секретар Горьковського обласного комітету КПРС.
У жовтні 1958 — жовтні 1959 року — голова правління Акціонерного товариства «Амторг» у місті Нью-Йорку (США).
У жовтні 1959 — грудні 1986 року — заступник міністра зовнішньої торгівлі СРСР.
З січня 1987 року — персональний пенсіонер союзного значення в Москві.
Помер 1 квітня 1995 року в Москві. Похований у місті Спаську згідно з його заповітом.

## Літературна діяльність
1967 року опублікував книгу «Ділова Америка (Записки інженера)», в якій розповів про зустрічі з діловими людьми, про діяльність американських фахівців у галузі промисловості, сільського господарства, транспорту, торгівлі, обслуговування населення. Книга користувалася великою популярністю і в 1970 році була перевидана з додаванням нових розділів.
Видав книги спогадів «З чого починається Батьківщина (Спогади та роздуми)» (1975), в якій ділився з читачем своїми роздумами про економічні, технічні та організаційні проблеми народного господарства, а також книгу «Уроки життя» (1988).
У 1994 році опублікував у Фінляндії фінською мовою спогади про радянсько-фінську війну «Зимова війна». Російською мовою ці спогади надруковані у 2002 році у журналі «Військово-історичний архів».

## Нагороди
- орден Жовтневої Революції
- орден Вітчизняної війни І ст.
- шість орденів Трудового Червоного Прапора
- орден Червоної Зірки
- орден «Знак Пошани»
- медаль «За трудову доблесть»
- медаль «За трудову відзнаку»
- Ленінська премія (1958)  — за участь у створенні перших промислових установок безперервного розливання сталі.